# Eroe di guerra (episodio)
Eroe di guerra (titolo originale: Pilot) è l'episodio pilota della serie televisiva statunitense Homeland - Caccia alla spia. L'episodio, diretto da Michael Cuesta e scritto da Howard Gordon, Alex Gansa e Gideon Raff, è andato in onda in prima visione il 2 ottobre 2011 sul canale americano Showtime, mentre in Italia è stato trasmesso per la prima volta il 2 febbraio 2012 sul canale Fox.

## Trama
Carrie Mathison è una giovane analista operativa della CIA, tanto brava ed intuitiva sul campo quanto restìa a seguire le regole e la catena di comando. Durante un'operazione non autorizzata in Iraq, viene a conoscenza da un suo contatto che uno sconosciuto prigioniero di guerra americano sarebbe passato al servizio di Abu Nazir, uno dei più pericolosi uomini di al-Qaida. Riassegnata al Centro Antiterrorismo dell'agenzia a Langley, durante un briefing d'emergenza Carrie scopre che Nicholas Brody, un sergente dei Marines da otto anni ritenuto scomparso in azione nella guerra in Iraq, è stato incredibilmente liberato durante un raid della Delta Force. Il governo federale, la CIA e l'intera nazione eleggono immediatamente Brody ad eroe di guerra ma solo Carrie è l'unica a credere che in realtà egli sia il prigioniero di guerra americano di cui era stata informata. Il suo capo (ed ex amante) David Estes, direttore del Centro Antiterrorismo, non crede alla sua teoria, così come Saul Berenson, capo divisione per il Medio Oriente e mentore di Carrie. Rendendosi conto delle difficoltà di provare la sua tesi, Carrie decide di agire da sola e con l'aiuto di Virgil, un suo ex collega ora messosi in proprio, inizia a sorvegliare Brody. La vita che il sergente ritrova è molto diversa da quella che aveva lasciato otto anni prima: sua moglie Jessica, credendolo morto, ha incominciato a frequentare Mike Faber, collega e miglior amico di Brody; sua figlia Dana, lasciata bambina, è ora una problematica adolescente; suo figlio Chris non ricorda invece nulla del padre. Lo stesso Brody mostra un comportamento più violento ed irrazionale, ed è tormentato da incubi ed allucinazioni, facendo molta fatica a riadattarsi alla normalità della vita. Nonostante la sorveglianza giorno e notte, non emergono elementi capaci di suffragare la tesi di Carrie, nonostante Brody si dimostri un uomo incline alla bugia e con alcuni lati oscuri; anzi, Virgil scopre in casa di Carrie delle pastiglie di clozapina, un antipsicotico, e la ragazza è costretta a confessargli di soffrire (all'oscuro dell'agenzia) di un disturbo bipolare, mettendo quindi in dubbio la sua ricostruzione dei fatti. Quando Saul scopre che Carrie lo ha scavalcato per l'ennesima volta, mettendo in piedi un'operazione di sorveglianza contro il suo volere, è sua intenzione sbatterla fuori dall'agenzia e portarla a processo. Proprio quando la carriera di Carrie nella CIA sembra arrivata al capolinea, la sua passione per il jazz le fa notare un particolare sfuggito a tutti: ogni volta che Brody si trova di fronte alle telecamere, quelli che sembrano dei semplici tic potrebbero nascondere dei messaggi in codice. Mostrata la cosa a Saul, quest'ultimo si convince del fatto che la teoria di Carrie meriti di essere approfondita in modo adeguato.

## Accoglienza

### Ascolti
Durante la sua prima visione negli Stati Uniti l'episodio è stato seguito da 1,08 milioni di persone, diventando così la première di serie più vista da otto anni sul canale di Showtime.

### Critica
L'episodio è stato lodato dalla critica, ottenendo un punteggio di 91 su 100 sul sito Metacritic. Hank Stuever de The Washington Post ha recensito l'episodio in maniera estremamente positiva, collocandolo al terzo posto nella classifica degli episodi pilota migliori del 2011 dandogli come giudizio A-. Anche Ken Tucker dell'Entertainment Weekly gli ha conferito il medesimo voto definendolo il miglior episodio pilota dell'anno. In particolare l'episodio ha ricevuto una recensione entusiastica dal New York Post che definisce Homeland - Caccia alla spia come "senza dubbio, la miglior serie thriller in America".

## Riconoscimenti
- Emmy Awards
  - Premio per la miglior sceneggiatura per una serie drammatica
  - Premio per il miglior montaggio per una serie drammatica
  - Candidatura per la miglior regia per una serie drammatica
- Artios Awards
  - Premio per il miglior casting
- Directors Guild of America Awards
  - Candidatura per la miglior regia per una serie drammatica
- Edgar Allan Poe Awards
  - Premio per la miglior sceneggiatura per un episodio di una serie televisiva
- Eddie Awards
  - Premio per il miglior montaggio per una serie televisiva di un'ora